# Pedro de Felipe
Pedro de Felipe (Madrid, 18 juli 1944 – 12 april 2016) was een Spaans voetballer.

## Carrière
De Felipe kwam op 20-jarige leeftijd terecht bij het eerste elftal van Real Madrid, waar hij al sinds zijn jeugdjaren speelde. In zijn eerste seizoen 1964/65 speelde Real Madrid kampioen. In 1966 won hij de Europacup I met de ploeg. De Felipe speelde bijna alle wedstrijden. Met Real Madrid zou hij vijfmaal kampioen spelen alvorens in 1972 bij RCD Espanyol te belanden. Hier zou hij zijn carrière in 1978 op 34-jarige leeftijd afsluiten.
De Felipe kwam eenmaal uit voor het Spaans voetbalelftal. In 1973 speelde Spanje 0–0 gelijk tegen Turkije.
De Felipe overleed in 2016 op 71-jarige leeftijd.

## Statistieken
| Seizoen | Club         | Land   | Competitie       | Wedstrijden | Doelpunten |
| ------- | ------------ | ------ | ---------------- | ----------- | ---------- |
| 1964/72 | Real Madrid  | Spanje | Primera División | 126         | 0          |
| 1972/78 | RCD Espanyol | Spanje | Primera División | 122         | 0          |
|         |              |        | Totaal           | 248         | 0          |